# Ярошенко Степан Климентійович
Степан Климентійович Ярошенко (1895, село Волоська Балаклія, тепер Шевченківського району Харківської області — 22 лютого 1969, місто Куп'янськ Харківської області) — український радянський діяч, голова колгоспу «8 Березня» Куп'янського району Харківської області. Герой Соціалістичної Праці (16.02.1948). Депутат Верховної Ради СРСР 3—4-го скликань.

## Життєпис
Народився в бідній селянській родині. Трудову діяльність розпочав у тринадцятирічному віці наймитом у заможних селян.
З 1915 по 1918 рік служив у російській імператорській армії, учасник Першої світової війни.
З 1918 року — робітник заводу в місті Тамбові. У 1919 році входив до складу правління трудової артілі садівників і городників села Барвінкового Харківської губернії.
З 1920 по 1921 рік служив у Червоній армії, учасник Громадянської війни в Росії. У 1921 році, після демобілізації, повернувся до рідного села.
У 1921—1930 роках — голова Волосько-Балаклійської сільської ради; голова Волосько-Балаклійського сільського споживчого товариства на Харківщині.
У 1930—1938 роках — директор радгоспу «Комсомолець» Куп'янського району Харківської області.
У 1938—1942 роках — голова правління колгоспу «8 Березня» (імені 8 Березня) села Кіндрашівки Куп'янського району Харківської області.
З 1942 по 1945 рік — в Червоній армії. Після демобілізації повернувся в село Кіндрашівку.
У 1945—1966 роках — голова правління колгоспу «8 Березня» (імені 8 Березня) села Кіндрашівки Куп'янського району Харківської області. Впроваджував метод квадратно-гніздового вирощування кукурудзи в колгоспі.
Член ВКП(б) з 1950 року.
З 1966 року — персональний пенсіонер союзного значення. Помер у 1969 році, похований в місті Куп'янську Харківської області.

## Нагороди
- Герой Соціалістичної Праці (16.02.1948)
- Чотири ордени Леніна (16.02.1948, 24.06.1949, 2.09.1949, 26.02.1958)
- Орден Трудового Червоного Прапора
- Орден «Знак Пошани»
- Медалі
- Почесна грамота Президії Верховної Ради Української РСР (26.11.1965)